# Hunseby
Hunseby är en ort på ön Lolland i Danmark.   Den ligger i Lollands kommun och Region Själland, i den sydöstra delen av landet, 120 km sydväst om Köpenhamn. Hunseby ligger 8 meter över havet och antalet invånare är 425.
Närmaste större samhälle är Maribo, 3 km sydväst om Hunseby. Trakten runt Hunseby består till största delen av jordbruksmark.